# Dawsonia superba
Dawsonia superba är en bladmossart som beskrevs av Greville 1847. Dawsonia superba ingår i släktet Dawsonia och familjen Polytrichaceae. Inga underarter finns listade i Catalogue of Life.

## Bildgalleri

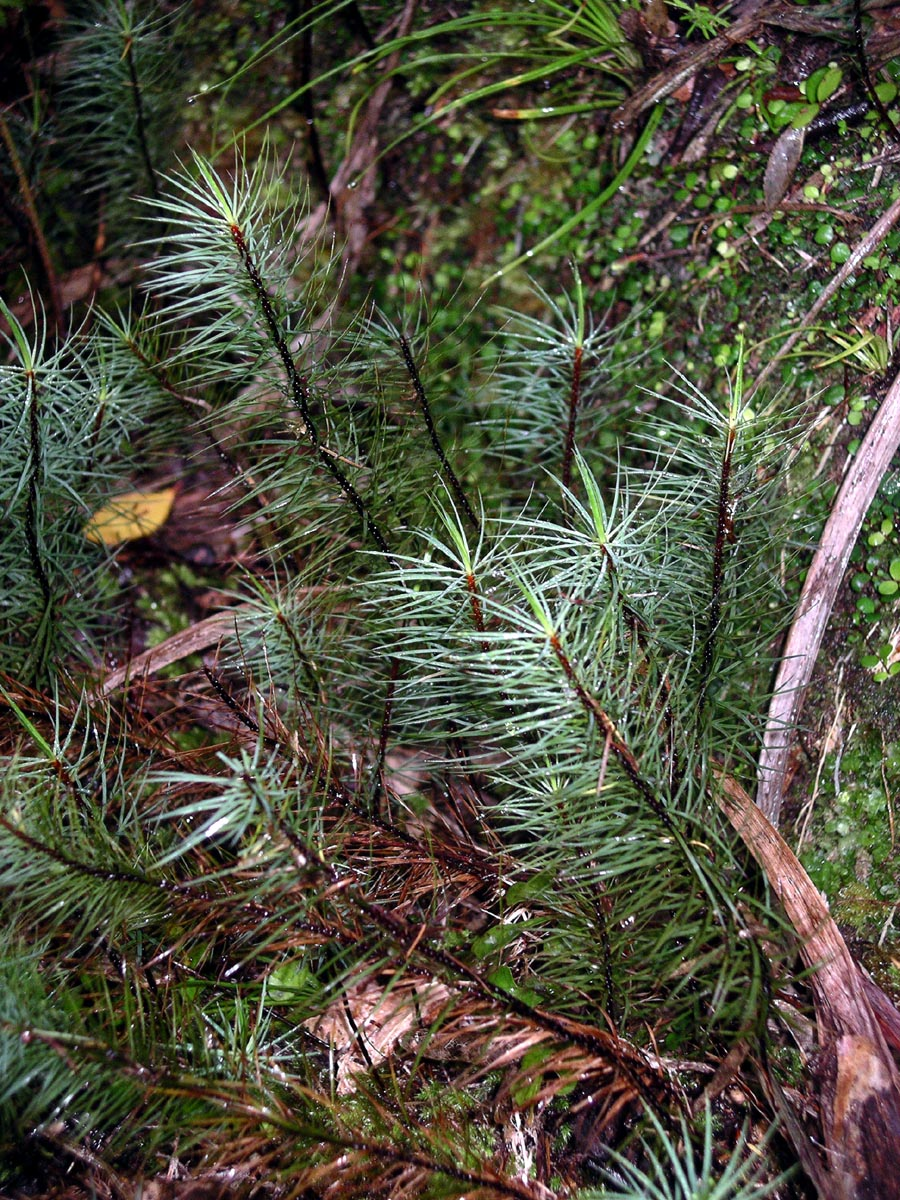